# Башкирський національний рух

Державний прапор Башкортостану

Башкирський національний рух — рух за автономію башкирів в 1917—1921 роках.

## Історія руху
Історія руху складається з чотирьох етапів :
- демократичний (травень 1917 — лютий 1918)
- антибільшовицький (лютий 1918 — лютий 1919)
- радянський (березень 1919 — травень 1920)
- повстанський (друга половина 1920 — початок 1921)

### I етап
10 травня 1917 року на I Всеросійському з'їзді мусульман у Москві для загального керівництва башкирським національним рухом башкирськими делегатами було організовано Башкирське обласне бюро. З 17 травня 1917 року бюро розташовується в Оренбурзі. 26 червня 1917 року перетворено в Бюро союзу башкирського народу. У складі бюро були А. Ягафаров, С. Мрясов, А.-З. Валідо, Ю. Бікбов, Ю. Бікбов, А. Давлетшин, У. Куватов, Г. Куватов, Х. Ігліков, С. Ідельбаєв, Г. Мутін. У червні 1917 року бюро створювало місцеві волосні ради (тюбяк-шуро).
Бюро займалося підготовкою і організацією I Всебашкирского курултаю (з'їзду), що відбувся з 20-27 липня 1917 року в Оренбурзі. З'їзд оцінив зміни в країні, визначив подальшу діяльність руху та його ідеологію. На з'їзді створюється Башкирське центральне шуро і обирається його перший склад. На курултаї приймається кілька резолюцій, зокрема про створення Національно-територіальної автономії Башкурдистана в складі Російської демократичної федеративної республіки (РДФР).
З 25 по 29 серпня 1917 року в Уфі проходив II Всебашкирський курултай (з'їзд). На з'їзді ухвалено рішення про постійне розміщення Башкирського центрального шуро в будівлі Караван-сараю м. Оренбурга і про організацію його секретаріатів в Уфі і Челябінську. Затверджено ряд резолюцій, зокрема про національну єдність, про збереження курсу башкирського національного руху на створення національно-територіальної автономії і про підтримку Тимчасового уряду. На з'їзді були також затверджені списки депутатів Всеросійських Установчих зборів від башкир Уфимської, Оренбурзької, Пермської і Самарської губерній.
Башкирське центральне шуро Фарманом № 2 від 15 листопада 1917 року проголосило автономію Башкурдистана в складі Російської республіки.
З 8 по 20 грудня 1917 року в Оренбурзі проходив III Всебашкирській курултай (з'їзд), згодом названий установчим. III Всебашкирський курултай (з'їзд) затвердив, проголошену Башкирським національним шуро, територіально-національну автономію Башкурдистана. Установчий курултай визначив заходи щодо здійснення автономного управління Башкурдистана. Був заснований Кесе-Курултай (передпарламент), що складається з представників населення краю по одному на кожні 100 тисяч осіб пропорційно чисельності кожної народності, і його склад. Крім організації установ органів влади, башкирський національний рух почав створювати окреме військо і міліцію, згідно з резолюціями установчого курултаю. Під час проходження з'їзду 17 січня частина делегатів на окремому зборах створили молодіжне об'єднання (крило) «Тулкин».
20 грудня 1917 року Кесе-Курултаєм заснований вищий виконавчий орган влади республіки — Уряд Башкурдистану.

### II етап
На початку січня 1918 року представник Башкирського центрального шуро Ш. Манатов прибув до Петрограда і 7 січня зустрівся з В. Леніним. Він домагався визнання автономії з боку центральної влади. Під час переговорів Ленін сказав: «Ми не визнаємо башкирський рух контрреволюційним, спрямованим проти нас … Ми вважаємо, що національні рухи народів Сходу цілком природні і дуже потрібні». Незважаючи на досить прямі заяви вождя революції, Ради відмовилися визнавати Башкирську автономію, що зумовило подальші події.
27 січня 1918 року Оренбург був узятий частинами Червоної Армії. Башкирське центральне шуро, дотримуючись своїх «принципів нейтралітету», залишалося працювати в місті. В ніч з 3 по 4 лютого (за новим стилем з 15 по 16 лютого) 1918 року за вказівкою Оренбурзького Мусульманського Військово-Революційного Комітету (МВРК), 7 членів Башкирського Уряду (І. Мутін, А. Ягафаров, С. Мрясов, А. Валідов, Г. Аїтбаєв, А. Адігамов, І. Саліхов) були арештовані. Постанова МВРК про арешт було затверджено Оренбурзьким губернським ревкомом тільки заднім числом.
26 лютого 1918 року на зборах 200 башкир — учасників Оренбурзького селянського з'їзду було ухвалене рішення про ставлення до більшовиків: «За умови нанесення шкоди священному прагненню до башкирської територіальної автономії, оголошуємо, що башкири йтимуть рука в руку з Радами» Лютневі події 1918 року відштовхнули башкирський національний рух від радянської влади.
Після арешту членів Башкирського уряду, група башкирської молоді, зокрема деякі активісти з «Тулкина», утворили новий керівний орган — Тимчасову революційну раду (Шуро) Башкурдистана (ВРСБ). Членами Ради були А. Давлетшін (голова), Б. Шафієв (заступник), Г. Алпаров (інформ. від.), Ж. Шаріпов (секретар), Ф. Султанбек (від. видавничої справи), X. Ільясов, С. Тагіров, К. Юлмухаметов, Г. Альмухаметов, В. Габітов, У. Куватов, Т. Імако, Г. Аїтбаєв (фінансово-господарський відділ) та інші. На основі прийнятого на III Всебашкирському курултаї положення про загальноросійську федерацію і про ставлення до неї Башкурдистана, ВРСБ розробив свій проект положення «Про автономію Башкирії» і представив його в Наркомнац. Однак, 30 березня 1918 року Оренбурзький губвиконком ухвалив рішення про засудження ідеї національної автономії і розпуск ВРСБ. У повідомленні губвиконкому говорилося, що діяльність ВРСБ ні чим не відрізнявся «від колишнього Шуро і Башкирського уряду». Члени ВРСБ були змушені продовжити свою роботу в Стерлітамаку, а 3 травня 1918 року шуро повністю припиняє свою діяльність.
У березні 1918 року в Баймаці більшовиками були розстріляні два члени Уряду Башкурдистана — Габдулла Ідельбаєв і Гімран Магазов, та інші представники органів влади автономії.
5 березня 1918 року Оренбурзький губернський революційний комітет направив в усі башкирські волості телеграму ультимативного характеру, в якій говорилося:
| «Башкири … формують загони разом з офіцерами, юнкерами і всякою сволотою проти Радянської народної влади. Колишня Башкирська обласна рада, що допомагала отаману Дутова вести боротьбу з революцією, заарештована постановою ревкому. Ревком наказує всім башкирам і їх організаціям негайно роззброюватися, здавати всю зброю місцевим радам і червоногвардійцям; видавати всіх офіцерів і юнкерів, що переховуються, припинити розбійницькі набіги. Якщо протягом трьох днів це не буде виконано, Ревком розстріляє всю заарештовану Обласну раду, і всі башкирські селища, що будуть запідозрені у протидії радянській владі, будуть зметені з лиця землі артилерією і кулеметами». |

3 квітня 1918 року об'єднані загони башкир під керівництвом А. Карамишева і козаків, звільняють членів Башкирського Уряду з Оренбурзької в'язниці. З кінця травня була повністю відновлена робота органів влади автономії. Їх новим місцем перебування стало м. Челябінськ. Для захисту республіки, Башкирським Урядом була оголошена мобілізація і сформований Башкирська корпус. Головнокомандувачем усіма башкирськими військовими частинами до 22 листопада 1918 року був генерал Х. Ішбулатов.
Башкирським Урядом були встановлені зв'язки з антибольшевицькими центрами на сході країни — Тимчасовим Сибірським урядом, Комучем, Оренбурзьким Козачим Кругом та іншими. 15-17 травня 1918 року в Кустанаї відбулася нарада представників башкирського і казахського національних рухів, де обговорювалося організація спільної контрреволюційної боротьби.

### III етап
18 лютого 1919 року за наказом Башкирського військового шуро (ради) про перехід башкирських військ і башкирського народу на сторону Радянської влади, на сторону Червоної Армії перейшли 5 стрілецьких і 2 кавалерійських полки, а також допоміжні частини, загальною чисельністю 6656 осіб. Однак не всі погодилися з переходом, на боці А. Колчака зі своїми загонами залишилися Муса Муртазін, Мухаммед-Габдулхай Курбангалієв, Галім'ян Таган й інші.
З 20 по 21 лютого 1919 року в c. Темясово Орського повіту проходив I Всебашкирскій військовий з'їзд, на якому брали участь 92 делегата від Башкирського війська і члени Башкирського Уряду. На з'їзді вирішувалися питання про перехід на сторону рад і про стан переговорів з ними, про положення соціально-політичних справ в республіці й інші. Військовий з'їзд схвалив створення Автономної Башкирської Радянської Республіки (АСБР) в складі РСФРР і перехід башкирських військових частин на бік Червоної армії, також на ньому був утворений Башкирська військово-революційний комітет (Башревком) і затверджений його склад.
20 березня 1919 року в Москві підписується « Угода центральної Радянської влади з башкирським урядом про Радянську автономії Башкирії». Від імені РНК РРФСР документ підписав В. Ленін, в. о. голови ВЦВК М. Володимирський, народний комісар у справах національностей Й. Сталін, Секретар ВЦВК А. Єнукідзе, а від імені автономії — голова Башкирського уряду М. Кулаєв, Член Башкирського центрального шуро М. Халіков і ад'ютант командувача башкирськими військами А. Бікбавов.
У січні 1920 року загострився конфлікт між Урядом Башкирської АРСР — Башкирським військово-революційним комітетом (Башревкомом) і партійним органом — Башобкома РКП(б).
24 березня 1920 року Башревком схвалив положення про державний статус башкирської мови на території Башкирської АСРР.

### IV етап
19 травня 1920 був прийнятий декрет ВЦВК «Про державний устрій Автономної Радянської Башкирської Республіки», значно урізав права автономної республіки, досягнуті за «Угодою центральної Радянської влади з башкирським урядом про Радянську автономію Башкирії» від 20 березня 1919 року. Документ викликав загальне обурення у членів республіканського ревкому, і 16 червня 1920 року в знак протесту Башревком ухвалив рішення про свою відставку і розпуск.
Протистояння центральної і «старої» республіканської влади призвело до того, що значна кількість радянських і навіть партійних працівників на місцях намагалися протестувати і чинити опір новим представникам влади автономії. Наприклад, голова Ток-Чуранского кантвиконкому М. Бурангулов відмовився підкорятися новообраному 26 червня 1920 року Башревкому, продовжуючи підтримувати зв'язки з колишнім урядом, а інший голова кантвиконкому Ускани Учар назвав новий ревком «ворогом башкирського народу» і почав створювати озброєний загін для опору владі тощо. Незабаром всі вони були оголошені контрреволюціонерами і зазнали переслідувань.
Декрет ВЦВК і РНК РСФРР «Про державний устрій Автономної Радянської Башкирської Республіки» від 19 травня 1920 року спричинив невдоволення серед башкир і послужив основною причиною партизанської війни проти центральної влади. Безпосередньо на території автономії почалося формування башкирських збройних антирадянських повстанських загонів — подібні події відбувалися в Уфимській, Пермській та інших губерніях раніше — в 1918 році. Відмінності в часі пов'язані з діяльністю колишнього складу Башревкома, який проводив окрему внутрішню політику на відміну від сусідніх губерній. Наприклад, в республіці не застосовувалася продрозкладка, але з обранням нового складу Башревкому вона стала широко використовуватися — що призвело до численних збройних конфліктів. Дані конфлікти збіглися з переслідуванням прихильників «старого» ревкому. У підсумку, влітку 1920 року з'явилися масові повстання з епіцентром в південно-східних кантонах АБСР (Бурзян-Тангауровському, Там'ян-Катайському, Усерганському кантонах), а у вересні, в зв'язку з появою нових вогнищ повстань, воєнний стан було введено ще в п'яти кантонах. На їх придушення були направлені загони БашЧК під загальним командуванням Полєнова, який прибувши в Баймак, встановив військову диктатуру, розігнав місцеві органи влади і оголосив «нещадну боротьбу з рухом башкир». Загонами ЧК без суду і слідства були розстріляні 10 членів Бурзян-Тангауровского кантвиконкому, проводилася політика «масового залякування», що супроводжувався вбивствами і тортурами мирного башкирського населення.
10 вересня 1920 на засіданні Там'ян-Катайського кантвиконкому взяв участь комбриг М. Муртазін, який недавно повернувся з польського фронту. Він запропонував вивести за межі кантону всі російські каральні загони, амністувати повсталих башкир, призначати на відповідальні пости башкирських працівників і створити спеціальну слідчу комісію.
Чисельність повстанських загонів, які ділилися на полки і навіть були зведені в дивізію під командуванням X. Унасова, доходила до 3 тисяч осіб. На півночі Там'ян-Катайського кантону, діяв загін Фаткулли Магасумова, чисельність якого сягала до 3 тисяч повстанців. Загін Ф. Магасумова неодноразово робив напади на Златоуст та інші заводи і населені пункти. В районі Бєлорєцька діяв повстанський загін з чисельністю в 4 000 осіб, в районі Аскарово — 1 000 осіб, в районі Байназарово — близько 1 000 осіб тощо.
У липні-серпні 1920 року С. Мурзабулатовим, Х. Унасовим, Ф. Магасумовим, А. Ішмурзіним, Г. Амантаєвим, Г. Аїтбаєвим, З. Галіним, М. Мустафіним, М. Расулєвим, М. Сагітовим, Ф. Юламановим та іншими створювалися збройні загони, які у вересні були об'єднані в Башкирську Червону Армію. Командувачем Башкирської Червоної Армії був обраний Ф. Магасумов, начальником 1-ї дивізії — Х. Унасов, а 2-ї дивізії — Ф. Юламанов. Голова Реввійськради був С. Мурзабулатов, а начальником штабу — Б. Ланін.
Основними вимогами повсталих були:
- позбавлення владних повноважень Башкирського обкому РКП(б);
- повернення в уряд членів Башревкома першого складу;
- про незалежну від РНК РРФСР і ВЦВК роботі Башревкому;
- про припинення політики військового комунізму тощо.

28 липня 1920 був утворений постійний вищий орган державної влади — Центральний виконавчий комітет БАСРР.
М. Халіков, у своїй заяві, поданій до Центральної комісії з перереєстрації членів РКП(б) у жовтні 1920 року гостро розкритикував центральну і місцеву владу у зв'язку попередніми подіями.

## Значення
1926 року Башкирський обком партії, під час розробки тез «Характеристика башкирського руху», визнав дії губернських органів Радянської влади щодо арешту лідерів башкирського національного руху помилковими: «В той момент перед нами перш за все стояло завдання: мати якомога меншу кількість противників. За Башкирським же урядом в той період були значні сили башкирського народу».